# Canton de Poitiers-4
Le canton de Poitiers-4 est une circonscription électorale française située dans le département de la Vienne et la région Nouvelle-Aquitaine.

## Géographie
Ce canton est organisé autour de Poitiers dans l'arrondissement de Poitiers. 

## Histoire
Le canton est créé en 1973, lors du redécoupage de la ville en cinq cantons. Poitiers était auparavant divisée entre les cantons de Poitiers-Nord et de Poitiers-Sud.
Il est modifié par le décret du 26 janvier 1982 créant les cantons de Poitiers-7 et Poitiers-6.
À la suite du redécoupage cantonal de 2014, les limites territoriales du canton sont à nouveau remaniées.
Le canton de Poitiers-4 est désormais formé d'une fraction de Poitiers et d'une commune de l'ancien canton de Poitiers-3. Il est entièrement inclus dans l'arrondissement de Poitiers. Le bureau centralisateur est situé à Poitiers.

## Représentation

### Représentation avant 2015
| Période | Période      | Identité             | Étiquette    | Qualité |
| ------- | ------------ | -------------------- | ------------ | --- |
| 1973    | 1982         | Jean-Yves Chamard    | UDR puis RPR | Maître de conférences à l'Université de Poitiers Conseiller municipal de Poitiers (1977-2001) Député (1988-1997 et 2002-2007) Elu en 1982 dans le Canton de Poitiers-6 |
| 1982    | 1998         | André Coquema        | RPR          | Ingénieur Maire de Saint-Benoit (1971-2001) |
| 1998    | 2002 (décès) | Jean-Luc Gaboreau    | PS           | Fonctionnaire, adjoint au maire de Poitiers |
| 2002    | 2004         | Jean-Pierre Lagrange | RPR          | Infirmier à Saint-Benoit |
| 2004    | 2015         | Martine Gaboreau     | PS           | Agent comptable Conseillère municipale déléguée de Poitiers |

### Représentation depuis 2015
| Période élective | Période élective | Mandat           | Mandat                   | Identité                 | Nuance | Nuance | Qualité |
| ---------------- | ---------------- | ---------------- | ------------------------ | ------------------------ | ------ | ------ | --- |
| 2015             | 2021             | 2015             | 2021                     | Michel Touchard          |        | PS     | Médecin généraliste Adjoint au maire de Poitiers (1995-2008) Ancien conseiller général du Canton de Poitiers-3 (2008-2015) |
| 2015             | 2021             | 2015             | 2021                     | Véronique Wuyts-Lepareux |        | LREM   | Adjointe au maire de Mignaloux-Beauvoir, maire de L'Isle-Jourdain (Vienne) depuis 2020                                     |
| 2021             | 2028             | 2 juillet 2021   | 29 novembre 2021 (décès) | Mathias Aggoun           |        | PS     | Ancien directeur de cabinet d'Alain Claeys Directeur de l'Office de tourisme du Grand Poitiers                             |
| 2021             | 2028             | 2021             | en cours                 | Catherine Bourgeon       |        | PS     | Directrice d'EHPAD, conseillère municipale de Mignaloux-Beauvoir                                                           |
| 2021             | 2028             | 29 novembre 2021 | en cours                 | Francis Gomez            |        | PS     | |

### Résultats détaillés

#### Élections de mars 2015
À l'issue du 1er tour des élections départementales de 2015, deux binômes sont en ballottage : Michel Touchard et Véronique Wuyts-Lepareux (PS, 42,95 %) et Isabelle Chedaneau et Xavier Douteau (Union du Centre, 23,36 %). Le taux de participation est de 47,7 % (5 026 votants sur 10 536 inscrits) contre 51,35 % au niveau départemental et 50,17 % au niveau national.
Au second tour, Michel Touchard et Véronique Wuyts-Lepareux (PS) sont élus avec 63,97 % des suffrages exprimés et un taux de participation de 45,34 % (2 729 voix pour 4 777 votants et 10 536 inscrits).
Véronique Wuyts-Lepareux a quitté le PS et a rejoint LREM.

#### Élections de juin 2021
Le premier tour des élections départementales de 2021 est marqué par un très faible taux de participation (33,26 % au niveau national). Dans le canton de Poitiers-4, ce taux de participation est de 30,49 % (3 069 votants sur 10 066 inscrits) contre 33,61 % au niveau départemental. À l'issue de ce premier tour, deux binômes sont en ballottage : Marine Laclautre et Sylvain Robin (Union à gauche avec des écologistes, 32,8 %) et Mathias Aggoun et Catherine Bourgeon (Union à gauche, 28,57 %).
Le second tour des élections est marqué une nouvelle fois par une abstention massive équivalente au premier tour. Les taux de participation sont de 34,36 % au niveau national, 33,96 % dans le département et 30,04 % dans le canton de Poitiers-4. Mathias Aggoun et Catherine Bourgeon (Union à gauche) sont élus avec 58,75 % des suffrages exprimés (1 551 voix pour 3 025 votants et 10 070 inscrits),,.

## Composition

### Composition de 1973 à 1982
Le canton de Poitiers-4 était formé de :
- Saint-Benoît,
- la portion de territoire de la ville de Poitiers délimitée par la rivière le Clain jusqu'au pont du Tunnel, le chemin de Cagouillère non compris, le boulevard sous Blossac non compris, rue Léopold-Thésard non comprise, rue de la Tranchée non comprise, rue Aliénor-d'Aquitaine, préfecture comprise, boulevard de Solferino numéros pairs, rue Boncenne numéros impairs, place Alphonse-Lepetit numéros 26, 28 et 30, rue Gambetta, rue des Cordeliers numéros impairs, rue du Marché numéros pairs du 20 au 28, rue Jean-Jaurès numéros pairs, faubourg du Pont-Neuf numéros pairs du 20 au 112 inclus et la rue de la Chatonnerie.

### Composition de 1982 à 2015

Carte de localisation du canton de Poitiers-4 dans le département de la Vienne, redécoupage de 1982.

Le canton de Poitiers-4 était formé de :
- Saint-Benoît,
- la portion de territoire de fa ville de Poitiers déterminée par le baptistère Temple-Saint-Jean, la rue Roche-d'Argent (comprise), la rue du Jardinet (comprise), la rue Saint-Simplicien (comprise), le boulevard Anatole-France (compris), la rue d'Argent (comprise), la rue Saint-Cyprien (comprise), le boulevard François-Albert (compris), la rue de Tison (comprise), par une ligne jusqu'à l'intersection canal des Oreillères - confluent du Clain, le Clain, la limite Sud de la commune de Poitiers, la rue de la Châtonnerie (comprise), le faubourg du Pont-Neuf (non compris), la rue Jean-Jaurès (non comprise) jusqu'au baptistère Temple-Saint-Jean.

| Nom                  | Code Insee | Intercommunalité  | Population (dernière pop. légale)               |
| -------------------- | ---------- | ----------------- | ----------------------------------------------- |
| Poitiers (chef-lieu) | 86194      | CU Grand Poitiers | Fraction : 16 629(2014) Commune : 87 435 (2014) |
| Saint-Benoît         | 86214      | CU Grand Poitiers | 7 064 (2014)                                    |

### Composition depuis 2015
| Nom                              | Code Insee | Intercommunalité  | Superficie (km2) | Population (dernière pop. légale)                | Densité (hab./km2) | Modifier                                    |
| -------------------------------- | ---------- | ----------------- | ---------------- | ------------------------------------------------ | ------------------ | ------------------------------------------- |
| Poitiers (bureau centralisateur) | 86194      | CU Grand Poitiers | 42,11            | Fraction : 16 659 (2022) Commune : 89 472 (2022) | 2 125              | modifier les données · modifier les données |
| Mignaloux-Beauvoir               | 86157      | CU Grand Poitiers | 21,56            | 5 224 (2022)                                     | 242                | modifier les données · modifier les données |
| Canton de Poitiers-4             | 8616       |                   |                  | 21 883 (2022)                                    |                    | modifier les données                        |

Le canton de Poitiers-4 comprend désormais :
1. une commune entière ;
2. la partie de la commune de Poitiers située au sud d'une ligne définie par l'axe des voies et limites suivantes : depuis la limite territoriale de la commune de Mignaloux-Beauvoir, rue de Geniec, voie pénétrante Est (voie André-Malraux), rocade Est, avenue du Recteur-Pineau, rue de la Pierre-Levée, chemin du Lavoir, impasse du Lavoir, route de Gençay, jusqu'à la limite territoriale de la commune de Saint-Benoît.

## Démographie

### Démographie avant 2015
| 1975 | 1982 | 1990   | 1999   | 2006   | 2011   | 2012   |
| ---- | ---- | ------ | ------ | ------ | ------ | ------ |
| -    | -    | 16 596 | 18 090 | 18 170 | 17 722 | 17 731 |

### Démographie depuis 2015
En 2022, le canton comptait 21 883 habitants, en évolution de +6,95 % par rapport à 2016 (Vienne : +0,6 %, France hors Mayotte : +2,11 %).
| 2013   | 2018   | 2022   |
| ------ | ------ | ------ |
| 20 948 | 21 038 | 21 883 |